# Cosmos 472
Cosmos 472 (en cirílico, Космос 472) fue un satélite artificial militar soviético perteneciente a la clase de satélites DS (de tipo DS-P1-Yu) y lanzado el 25 de enero de 1972 mediante un cohete Cosmos-2I desde el cosmódromo de Plesetsk.

## Objetivos
Cosmos 472 fue parte de un sistema de satélites utilizados como objetivos de prueba para el sistema de radares antibalísticos soviéticos. Los satélites del tipo DS-P1-Yu fueron desarrollados por V. M. Kovtunenko en la OKB-586 y fueron utilizados hasta 1978, con un total de 78 lanzamientos.
El propósito declarado por la Unión Soviética ante la Organización de las Naciones Unidas en el momento del lanzamiento era realizar "investigaciones de la atmósfera superior y el espacio exterior".

## Características
El satélite tenía una masa de 250 kg y fue inyectado inicialmente en una órbita con un perigeo de 207 km y un apogeo de 1568 km, con una inclinación orbital de 82 grados y un periodo de 102,2 minutos.
Cosmos 472 reentró en la atmósfera el 18 de agosto de 1972.

## Resultados científicos
La observación del decaimiento orbital del cohete lanzador de Cosmos 472 sirvió para realizar estudios de densidad atmosférica y de los vientos en la atmósfera superior.